# Rostroter Kiefernglanzkäfer
Der Rostrote Kiefernglanzkäfer (Pityophagus ferrugineus) ist ein Käfer aus der Familie der Glanzkäfer (Nitidulidae) und der Unterfamilie Cryptarchinae. Die artenarme Gattung Pityophagus ist in Europa mit drei Arten vertreten, die alle auch in Mitteleuropa vorkommen. Weltweit werden sieben Arten zur Gattung gezählt.

## Bemerkungen zum Namen
Pityophagus ferrugineus wird bereits 1761 in der erweiterten 2. Auflage der Fauna Svecica von  Linné  beschrieben und trägt dort den Namen Dermestes ferrugineus. Linné nimmt auf die Farbe des Tieres Bezug, lat. „ferrugínĕus“ bedeutet „eisenrostfarbig“.
Die Gattung Pityophagus wurde 1839 von Shuckard von der Gattung Ips Fabricius (nicht Ips De Geer) abgespaltet. Der Name Pityóphagus ist von altgriechisch πίτυς pítys, deutsch ‚Kiefer oder Fichte‘ und φάγος phágos, deutsch ‚Fresser‘ abgeleitet und wurde nach Shuckards eigenen Angaben in Anspielung darauf vergeben, dass sich Pityophagus ferrugineus von Pinus ernährt.
Der Trivialname „Rostroter Kiefernglanzkäfer“ ist demnach  aus der Übersetzung des lateinischen Artzusatzes ferrugineus, aus dem Familiennamen „Glanzkäfer“,  und Teilen des lateinischen Gattungsnamens Pityophagus zusammengesetzt. Der Gattungsname „Kiefernglanzkäfer“ wird jedoch auch für die Gattung Glischrochilus verwendet.
Der Käfer wurde unter verschiedenen Namen beschrieben, meist Fabricius folgend unter dem Namen Ips ferruginea.  Panzer beschrieb ihn in der 1. Auflage seiner Faunae insectorum Germaniae 1793 unter dem Namen Lyctus dermestoides und korrigierte den Namen selbst in der 2. Auflage 1796 zu Ips ferruginea. Latreille nannte den Käfer 1807  Nitidula linearis.

## Eigenschaften des Käfers
| |                                                        |
| Abb. 1: Ansicht von oben, unten und Seite; links oben ♀, links unten ♂ |                                                        |
| |                                                        |
| Abb. 2: Oberkiefer von oben (links,) von unten (Mitte), und Unterkiefer mit Kiefertaster (rechts) |                                                        |
| |                                                        |
| Abb. 3: Vorderansicht | Abb. 4: Kiel der Vorderbrust                           |
| |                                                        |
| Abb. 5: Hinterer Teil der Flü- geldecke mit Nahtstreifen | Abb. 6: Hinterecke Brustschild, Vorderecke Flügeldecke |
| |                                                        |
| Abb. 7: links Schiene des Vorderbeins, rechts Schiene des Mittel- oder Hinterbeins, Mitte: Tarsus mit 4. Glied grün getönt grüne Pfeile: Zahn an der Außenseite, blaue Pfeile: beweglicher Dorn an der Innenseite, lila Pfeile: Bedornung der Außenseite, 2. Außenkante durch schwarze Punktreihe gekennzeichnet |                                                        |
| |                                                        |
| Abb. 8: 77: Larve; 79: Oberkiefer; 80: Fühler; 81 grün: Unterkiefer, blau: Kiefertaster, rot: Lippentaster; 82: Bein; 83: 9. Hinterleibs- segment seitlich; rechts: Puppe von unten |                                                        |

Die Käfer werden durchschnittlich etwa 4,5 Millimeter lang bei einer Breite von nur knapp einem Millimeter. Ihre Größe schwankt jedoch beträchtlich und die Länge nimmt Werte zwischen 3,9 und 6,4 Millimeter an. Die Käfer sind annähernd zylindrisch, nur wenig abgeflacht. Ober- und Unterseite sind matt glänzend oder glänzend braun bis rotbraun, der Kopf ist häufig dunkler, der Halsschild und das Ende der Flügeldecken sind gelegentlich angedunkelt. Oberseits ist der Käfer kräftig und ziemlich dicht punktiert. Die Unterseite ist deutlich behaart, der Kopf ist sehr kurz und unscheinbar behaart, Halsschild und Flügeldecken sind so undeutlich behaart, dass sie bei Reitter als kahl bezeichnet werden.
Der große Kopf wird leicht gesenkt getragen (Seitenansicht in Abb. 1). Er ist beim Männchen fast so breit wie die Halsschildbasis, beim Weibchen schmaler. Der Kopf ist hinten grob und ziemlich dicht, nach vorn feiner punktiert. Die kleinen Augen sind fast flach. Die Schläfen sind lang, können aber teilweise unter den Halsschild zurückgezogen werden. Der Kopfschild ist nach vorn vorgezogen und verdeckt die Oberlippe. Oberlippe und Kopfschild sind verwachsen, sie sind nur durch eine nach oben gewölbte Querlinie getrennt (in Abb. 3 bei voller Auflösung ist die Querlinie erkennbar). Die leicht unsymmetrischen, kräftigen Mandibeln (Abb. 2 links und Mitte) sind stark gekrümmt und enden zwei- bzw. dreizähnig. Ein Unterkiefer mit Kiefertaster sind in Abb. 2 rechts abgebildet. Die viergliedrigen Kiefertaster überragen die Unterkiefer (in Abb. 2 rechts erscheinen sie wegen perspektivischer Verkürzung kürzer). Die elfgliedrigen Fühler sind vor den Augen an der Basis der Mandibeln eingelenkt. Sie sind nur wenig länger als der Kopf und enden in einer breiten, dreigliedrigen Keule. Sie können teilweise in eine tiefe, nach hinten konvergierende Fühlerrinne unterhalb der Augen eingelegt werden (in Abb. 4 gut erkennbar).
Der Halsschild ist annähernd quadratisch, vorn abgestutzt, seitlich kaum konvex, hinten etwas stärker konvex. Beim Männchen (Abb. 1 links unten) ist er vorn annähernd so breit wie die Flügeldecken, mindestens so breit wie lang und nach hinten verengt, beim Weibchen (Abb. 1 links oben) eher länger als breit. Die Vorderwinkel sind leicht abgerundet und etwa rechtwinklig, die Hinterwinkel nicht abgerundet und größer als 90°. Der Halsschild ist längs kaum gewölbt, in Querrichtung mäßig gewölbt. Der Halsschild ist seitlich und an der Basis deutlich gerandet.
Die Vorderhüfthöhlen fliehen sich verbreiternd innen leicht nach hinten. Ein seitlich nicht gerandeter Fortsatz der Vorderbrust (Prosternalfortsatz) trennt die Vorderhüften breit voneinander. Er endet abgerundet in einer Aussparung der Mittelbrust. Die Vorderbrust ist in der Mitte zu einem Kiel zusammengedrückt, der nach hinten verflacht (Abb. 3; Pfeil auf Kiel), während bei Pityophagus laevior die Vorderbrust nur flach gewölbt ist. Auch die Mittelhüften und die Hinterhüften sind breit getrennt, etwas weniger breit als die Hüften der Vorderbrust (Abb. 1 rechts unten). Die Beine sind kurz und kräftig. Die Vorderschienen verbreitern sich nach außen, enden abgestutzt und laufen auf der Außenseite in einen Zahn aus (grüner Pfeil links in Abb. 7). Sie sind nicht wie bei Pityophagus quercus gleichmäßig abgerundet. Auch die Schienen der anderen Beine enden verbreitert mit einem allerdings schwächer ausgebildeten Zähnchen (grüner Pfeil Mitte und rechts in Abb. 7), ihre Außenkante ist außerdem doppelt (schwarze Punktreihe in Abb. 7) und kräftig bedornt (lila Pfeile in Abb. 7). Gegenüber dem Außenzahn liegt bei allen Schienen ein schlanker beweglicher Dorn (grüne Pfeile in Abb. 7). Die schlanken Tarsen sind alle fünfgliedrig, die drei ersten Glieder sind einander sehr ähnlich und unterseits behaart (Abb. 1 rechts unten), die beiden letzten Tarsenglieder sind deutlich schmaler als die ersten drei und unten unbehaart. Das Klauenglied ist annähernd so lang wie das erste bis vierte Tarsenglied gemeinsam (Abb. 7 Mitte). Die Klauen sind weich und ungezähnt.
Das Schildchen ist rundlich bis breit dreieckig.
Die Flügeldecken sind fast doppelt so lang wie gemeinsam breit. An der Basis sind wie wenig breiter als die Basis des Halsschilds (Abb. 6). Die Schulterwinkel sind scharfeckig mit einem kleinen Zähnchen und bilden einen Winkel von wenig über 90°. Die Außenseiten sind gleichmäßig und nur wenig nach außen gewölbt. Das Ende der Flügeldecken ist abgestutzt und lässt das Ende des Hinterleibs mit dem hinten wulstig aufgeschwollenen Pygidium unbedeckt. In der hinteren Hälfte der Flügeldecken ist entlang der Naht ein eingedrückter Streifen ausgebildet. Hier sind die Punkte kleiner und dichter und fließen teilweise längs zusammen (Nahtstreifen, Abb. 5). Ansonsten ist die Punktur ungeordnet. Gegen das Ende der Flügeldecken wird die Punktur etwas feiner (Abb. 5), aber nicht verschwindend fein wie bei Pityophagus laevior.

## Larve und Puppe
Die Larve wurde bereits 1863 von Perris mit Details abgebildet. In Abbildung 8 zeigt Nr. 77 die Larve von oben, Nr. 79 den Oberkiefer, Nr. 80 den Fühler, Nr. 81 grün Unterkiefer, blau Kiefertaster, rot Lippentaster, Nr. 82 ein Bein und Nr. 83 das 9. Hinterleibssegment von der Seite. Abb. 8 rechts zeigt die Puppe von unten, wie sie bei Reitter 1911 abgebildet ist.
Die Larve gehört zu der Gruppe von Larven, bei denen die Stigmen an der Spitze von kleinen, zylindrischen Papillen liegen. Die Segmente des Thorax und die ersten acht Segmente des Hinterleibs sind oben ohne Höcker, erst das neunte Segment trägt vor den Cerci ein paar Höcker.

## Biologie
Der Käfer kommt im Innern und am Rand von Nadel- oder Mischwäldern vor, jedoch auch an Einzelbäumen auf Weideland und in Parks und selbst in den Wurzelstöcken in Ackerland. Er haust dort in der Rindenschicht von Koniferen. Er wird zur Gilde der Frischholzbesiedler gerechnet.
Die Käfer sind nachtaktiv und treten in Mitteleuropa nur zwischen Ende Mai und Anfang August auf. Sie schwärmen in warmen Sommernächten und suchen kürzlich abgestorbenes Holz an Stämmen, Holzbeugen oder abgebrochenen Ästen auf. Auch auf entrindeten Stämmen sind sie zu finden.
Begattungen können während der ganzen Saison beobachtet werden. Die Weibchen legen die Eier in die Bohrgänge von Borkenkäfern ab, wobei sie vom Geruch bewohnter Gänge angezogen werden. Die Larven ernähren sich räuberisch von den Larven der Borkenkäfer, sie gelten als Nützlinge und wurden in verschiedenen Laub- und Nadelbäumen gefunden.
Die Käfer haben einen einjährigen Lebenszyklus. Sie überwintern als Larven und vollenden ihre Entwicklung im Frühjahr.
Eine Funddatenliste enthält Funde von unter 350 m bis über 2000 m Höhe, wobei Funde in montaner Höhenlage dominieren.

## Verbreitung
Die südliche Verbreitungsgrenze des Käfers verläuft durch Nordafrika, Kleinasien und die Ukraine, die nördliche durch Großbritannien. Sie überschreitet in Skandinavien und Russland den nördlichen Polarkreis, der Käfer fehlt aber vielerorts. Nach Osten ist die Art bis nach Südkorea zu finden.